# Douglas Foley
Douglas Thomas Foley, född 26 maj 1949 i Cardiff, Wales, är en brittisk-svensk författare. Han har tidigare arbetat som skolbibliotekarie på Albyskolan i Botkyrka. I början av 1980-talet var han mycket aktiv med att få i gång skrivandet och läsandet bland eleverna på skolan. Det resulterade i ett antal antologier som publicerades i samarbete med Författares bokmaskin.
Han växte upp i bland annat Nordafrika, Hongkong och Skottland. Han utbildade sig först till kock och kom till Sverige 1969 för att arbeta på Operakällaren.
Böckerna om Habib kom som TV-serie under 2008. Även hans bok Shoo Bre blev film 2012.

## Verkförteckning
- 2001 – Ingen återvändo
- 2003 – Shoo bre
- 2005 – Habib: meningen med livet
- 2005 – Habib: friheten minus fyra
- 2006 – Habib: Paris tur och retur
- 2007 – Habib: på farligt vatten
- 2008 – Habib: tre gånger guld
- 2008 – Habib: änglar här och där
- 2009 – Shoo len
- 2010 – Habib: långt långt borta
- 2012 – Shoo mannen

## Priser och utmärkelser
- Nils Holgersson-plaketten 2004 för Shoo bre